# Морисон Блаф (Арканзас)
Морисон Блаф (енгл. Morrison Bluff) град је у америчкој савезној држави Арканзас.

## Демографија
По попису из 2010. године број становника је 64, што је 10 (-13,5%) становника мање него 2000. године.
| Група             | 2000.      | 2010.      |
| Белци             | 70 (94,6%) | 60 (93,8%) |
| Афроамериканци    | 3 (4,1%)   | 0 (0,0%)   |
| Азијати           | 0 (0,0%)   | 0 (0,0%)   |
| Хиспаноамериканци | 0 (0,0%)   | 4 (6,3%)   |
| Укупно            | 74         | 64         |